# Juan José Aspuru Ruiz
Juan José Aspuru Ruiz (Santurtzi, 1924) és un polític nacionalista basc. Enginyer industrial, ha estat vicepresident de LABEIN - Laboratoris d'investigació adscrits al Govern Basc i membre de la Comissió Electrònica Internacional, d'ASINEL i de l'Associació Internacional d'Investigació Hidraúlica. Alhora ha estat militant del Partit Nacionalista Basc (PNB), membre de les Juntes Generals de Biscaia de 1979 a 1983 i senador per Biscaia a les eleccions generals espanyoles de 1989.